# Юневич, Текла
Те́кла Юневич (пол. Tekla Juniewicz, урожд. Дадак; 10 июня 1906 — 19 августа 2022) — польская супердолгожительница, чей возраст был подтверждён GRG. Она являлась старейшей верифицированной жительницей Польши в истории. Также она являлась первой верифицированной супердолгожительницей в истории Украины, прожившей более 114 и 115 лет. На момент смерти являлась 2-м старейшим живущим человеком после Люсиль Рандон и 21-м старейшим человеком в мировой истории. Её возраст составлял 116 лет 70 дней.

## Биография
Юневич родилась 10 июня 1906 года в селе Крупском (ныне Львовская область), которое на тот момент входило в состав Австро-Венгрии. Её родителями были Ян Дадак и Катаржина Шквирко.
В Крупском Текла провела первые годы своей жизни, и там родились две её младшие сестры: Розалия и Катаржина. Её отец работал на графа Лянцкоронского, а мать заботилась о доме. Во времена Первой мировой войны мать Теклы скончалась. Вспоминая о ней, Юневич сказала, что она была очень красивой женщиной.
В то время маленькая Текла ходила в школу дочерей милосердия в Пшеворске, где она училась шить, вышивать и помогать на кухне. Дочери милосердия называли её «Kluska» («Галушка»). Они были очень добры к ней и заменили ей мать, которую она потеряла преждевременно. Спустя много лет она часто навещала их уже со своими дочерями.
В Пшеворске она также познакомилась со своим будущим мужем Яном Юневичем, за которого вышла замуж 28 февраля 1927 года.
После свадьбы они переехали в Борислав, где Ян устроился на озокеритовую шахту. Несмотря на 22-летнюю разницу между супругами, брак был очень счастливым. В 1928 и 1929 годах на свет появились две дочери: Янина и Урсула.
Текла Юневич часто бывала в Варшаве и имела возможность участвовать в парадах с участием Юзефа Пилсудского.
Текла Юневич всегда была в движении. Ей нравилось кино, игра в карты и общественная жизнь. Она также много читала и ухаживала за своим садом.
Счастливая семейная жизнь была прервана началом Второй мировой войны. Вспоминая об этом, Текла упоминала, что обе войны были ужасными, но вторая была несравнимо хуже, потому что в первой не было беспощадности и массового уничтожения в таких масштабах.
В ноябре 1945 года во время репатриации она вместе со своим мужем и дочерьми покинула территорию Советского Союза и вернулась в Польшу. Изначально они планировали поселиться в Валбжихе, однако по совету друзей переехали в Гливице в верхней Силезии. Там Ян Юневич устроился на работу в шахте «Сосница», а Текла занималась домашним хозяйством и воспитанием дочерей.
В 1980 году Ян Юневич скончался в возрасте 96 лет. До 103 лет Текла жила одна, пока к ней не переехал её внук Адам, чтобы помогать ей по хозяйству.
В марте 2016 года Юневич была признана второй по возрасту жительницей Польши и старейшей в Силезском Воеводстве. Спустя пару месяцев после этого ей исполнилось 110 лет. Свой юбилей она отметила в местном ресторане.
В июне 2017 года ей исполнилось 111 лет. 20 июля 2017 года, после кончины 111-летней Ядвиги Шубартович из Люблина, Текла Юневич стала старейшим живущим человеком в Польше. 24 апреля 2018 года она побила польский рекорд долголетия, принадлежавший Ванде Вежлейской.
Она была верифицирована исследовательской группой геронтологии 16 мая 2018 года. Акция по поиску оригинального свидетельства о рождении 1906 года была предпринята в сотрудничестве с семьей госпожи Юневич при посредничестве Генерального консульства Республики Польша во Львове.
Текла Юневич умерла утром 19 августа 2022 года в возрасте 116 лет и 70 дней в Гливице, причиной смерти стал инсульт.

## Рекорды долголетия
- 20 июля 2017 года стала старейшей живущей жительницей Польши.
- 24 апреля 2018 года стала старейшей жительницей Польши в истории.
- 16 ноября 2020 года вошла в сотню старейших людей в истории человечества.
- 19 декабря 2020 года вошла в десятку старейших ныне живущих жителей Земли.
- 22 мая 2021 года после смерти французской долгожительницы Жанны Бот, Текла стала пятой старейшей живущей верифицированной жительницей земли.
- 10 июня 2021 года Текла стала 55-м человеком в истории, отметившим 115-летие.
- 23 июля 2021 года вошла в топ-50 старейших людей в истории человечества.
- 29 августа 2021 года превзошла Хольц Августу, уроженку Польши и обновила национальный рекорд
- 5 октября 2021 года после смерти бразильской долгожительницы Франсиски Селси дус Сантус, Текла стала четвёртой старейшей живущей верифицированной жительницей Земли.
- 7 ноября 2021 года вошла в топ-40 старейших людей в истории человечества.
- 23 января 2022 года после смерти бразильской долгожительницы Антонии да Санта Крус, Текла стала третьей старейшей живущей верифицированной жительницей Земли.
- С 26 января 2022 года являлась последним живущим человеком 1906 года рождения.
- 10 февраля 2022 года вошла в топ-30 старейших людей в истории человечества.
- 19 апреля 2022 года после смерти Канэ Танаки, Текла Юневич стала 2-м старейшим живущим человеком Земли.
- 10 июня 2022 года Текла стала 25-м человеком в истории, отметившим 116-летие.